# Vsi sveti
Vsi sveti (uradno latinsko ime je: Sollemnitas Omnium Sanctorum) je krščanski praznik, ki se v spomin na zveličane člane Cerkve v nebesih obhaja 1. novembra.

## Zgodovina

### Spomin godov mučencev
Že od začetka krščanstva so verniki praznovali godove posameznih apostolov in mučencev. Sveti Janez Zlatousti v 4. stoletju omenja, da zahodna Cerkev posveča spominu svetih mučencev poseben dan.

### Panteon spremenjen v cerkev
Praznik vseh svetnikov pa je uveden za časa papeža Bonifacija IV. Povezan je s poganskim svetiščem Panteonom.
V času, ko so vladali v Rimu še konzuli in senatorji, je Agripa s svojimi legijami pokoril Sase in nekaj drugih zahodnih rodov. Komaj se je zmagoslavno vrnil z vojsko v Rim, je že prišla novica, da so se Perzijci uprli zoper rimsko gospostvo. Senat je tudi zadušitev tega upora poveril Agripu; posrečilo se mu tudi to in prisilil jih je k plačevanju letnega davka. V Rimu je na čast vseh poganskih bogov dal zgraditi sijajen tempelj, ki so ga po tem imenovali Panteon. Čudoviti hram stoji še danes in je ena od najzanimivejših in najlepših mestnih stavb. Krščanskega bizantiskega cesarja Fokasa (Phokas 602–610) je zaprosil papež Bonifacij IV., naj mu dovoli, da kakor so pogani v Panteonu častili vse bogove, tako naj bi smeli na podoben način odslej častiti kristjani vse svetnike na čelu z Blaženo devico Marijo.
Cesar je ustregel prošnji, nakar je papež Bonifacij IV. 10. maja 610 slovesno posvetil Panteon. Med preklete stene je prvič vstopila krščanska procesija in prvič je starodavno zidovje napolnilo sveto petje in kajenje. Hudiči, ki so doslej našli tu notri zavetišče, so pobegnili skozi kupolo in niso več nadlegovali ljudi. 
Papež je dal prepeljati semkaj osemindvajset vozov kosti mučencev in zmolivši veroizpoved jih je shranil tukaj. Obenem je ukazal, naj na prvega novembra papeži mašujejo v Panteonu; krščanski verniki pa naj tukaj prejmejo Gospodovo sveto telo in kri. Tako je postal poganski Panteon krščansko svetišče, posvečena cerkev svetniških relikvij vseh Božjih svetnikov.
Posvetitev stavbe Panteona v cerkev ga je rešila pred zapuščenostjo, porušenjem in najhujšim oropanjem, ki je doletelo v srednjem veku večino antičnih rimskih stavb. To opisuje tudi Pavel Diakon, ki omenja, kako je bizantinski cesar Konstans II., ki je obiskal Rim v juliju 663, poropal vse antične okrase po mestu, ki so bili iz žlahtne kovine, med drugimi tudi tiste iz bivšega Panteona, ter jih poslal v Carigrad.

### Praznik prestavljen in razširjen
Gregor III. je v Rimu pri svetem Petru posvetil posebno kapelo v cerkvi v čast Odrešeniku, njegovi Materi, apostolom, mučencem in vsem svetnikom. Velike množice romarjev so vsako leto za 13. maj prihitele v Rim.
Toda pokazalo se je, da v tem času primanjkuje v Rimu živeža za številne tujce. Zato je Gregor IV.  leta 835 ta praznik izrečno preložil na dan 1. novembra ter hkrati naročil Ludviku Pobožnemu, naj v frankovski državi uvede ta praznik.
Pozneje se je razširilo praznovanje godu vseh svetnikov na vesoljno Cerkev.

## Pomen praznika
- Praznik je izraz vere Cerkve, da so poleg javno razglašenih in zapisanih svetnikov v koledarju svetništvo dosegli tudi drugi neimenovani možje in žene vseh časov.[10]
- Število svetnikov je tako naraslo, da ni bilo več mogoče spominjati se vsakega posebej v bogoslužju.
- Na praznik vseh svetnikov naj bi popravili, kar med letom v češčenju svetnikov opustimo.[7]
- Cerkev na dan vseh svetnikov praznuje spomin vseh tistih poveličanih duš, od katerih ni morda ostalo niti imena; vendar one ne prenehajo prositi za nas pred Božjim obličjem.[6]
- Državni praznik dan mrtvih se v Sloveniji časovno skoraj pokriva s praznikom vseh svetih; vendar vsebina krščanskega praznovanja ni istovetna, kar se vidi tudi iz opisa državnega praznika. Krščanski pisatelj opisuje ta praznik takole:
- Praznik vseh svetnikov je veliki dan vere, upanja in ljubezni. To ni dan mrtvih, kot je bilo napisano na naših koledarjih do nedavna. To je dan živih, kajti Bog je zvest in trdno drži njegova obljuba: »Kdor v me veruje, bo živel, tudi če umrje!« [11] Praznik vseh svetnikov je naš skupni praznik, praznik velike krščanske družine. Danes se, kot poje Cerkev v hvalospevu, »radujemo poveličanja vseh svetih članov Cerkve in ob njihovem zgledu in priprošnji v veri potujemo obljubljeni sreči naproti.« [3]
- Po besedah svetega Bernarda nam končno Cerkev predstavlja veliko svetnikov, ki so živeli v različnih stanovih in okoliščinah zato, da bi nas spodbudila k njihovemu češčenju, posnemanju njihovih kreposti in k prizadevanju, da bi tudi mi prišli nekoč k njim v nebeško blaženost.[12]